# アンジェーヌ

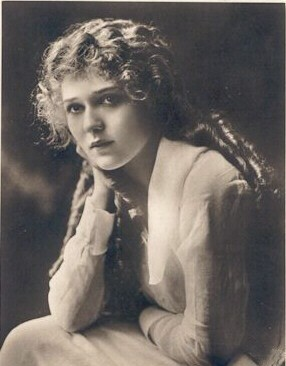
アンジェーヌ役を多く演じた女優メアリー・ピックフォード

アンジェーヌ（ingénue、[ˈɑːnʒeɪnuː]）は、文学、映画のストックキャラクター、演劇の類型的な役柄のひとつで、純情な少女・娘役のこと。また、そういった役を得意とする女優に使うこともある。
語の由来はフランス語のingénu（無邪気、うぶ、貞淑）。
特徴としては、美人で優しく純潔でナイーブ。精神的・肉体的には未熟で、彼女を狙う「卑劣漢（cad）」を「英雄（hero）」と間違えて餌食となりかける。父親、夫といった父性的役柄（father figure）と一緒に住んでいる。「ヴァンプ」（ファム・ファタール）は「アンジェーヌ」（またはDamsel in distress）の引き立て役である場合が多い。
アンジェーヌは恋愛の脇筋を持っていることが多い。その恋愛はピュアで相手を傷つけるものではない。相手の男もアンジェーヌと同じく無垢である。アンジェーヌに似たストックキャラクターに「隣の女の子（girl next door）」がある。
オペラやミュージカルではソプラノが担当する。
アンジェーヌは子鹿のように無邪気だが、多少の性的魅力も有している。